# Ốc dừa
Ốc dừa là tên gọi loài ốc nước ngọt khá quen thuộc với người dân miệt sông nước ở Việt Nam. Nó còn được gọi là ốc lá miệng đỏ hay ốc đỏ môi. Tên khoa học của loài này là Neripteron violaceum và nó thường dùng làm thực phẩm, được chế biến thành nhiều món ngon.

## Đặc điểm
Ốc sống quanh rễ các cây dừa nước và các thân dừa mục. Sau những cơn mưa, cần lội nước, đi quanh thân cây dừa mục hay vén rễ cây dừa nước lên là có thể dễ dàng bắt được ốc dừa. Riêng ốc dừa thường trú ngụ, sinh sôi nảy nở ở những đoạn sông có nhiều dừa nước. Ốc sống bám trên các gốc cây dừa hoặc trên những thân dừa đã mục. Trong thời điểm tháng năm, tháng sáu, sau những ngày trời mưa giông, ốc dừa xuất hiện càng nhiều. Chúng có hình dáng nhưng những con ốc nhỏ, xinh, thịt ốc béo, có cái ngọt của thịt ốc.

## Ẩm thực
Ốc mới bắt về, phải cho vào thau, ngâm cùng với nước vo gạo để ốc nhả hết chất bẩn, sau đó bỏ vào rổ thưa, chà rửa thật sạch. Chế biến ốc dừa thành nhiều món hấp dẫn như luộc, xào sả ớt, nấu cháo. Ốc dừa có thể được dùng để um sả, nấu cháo nhưng ngon nhất vẫn là ốc dừa xào tỏi và ốc dừa um sả. Ốc dừa xào bơ cay là món ăn không no nhưng vui miệng và được nhiều người yêu thích.
Chọn ốc dừa còn tươi sống, hương vị của món ăn mới thơm ngon. Ốc mua hay bắt về được ngâm với nước vo gạo hay nước muối loãng có bỏ thêm vài lát ớt tươi khoảng một giờ để ốc nhả hết chất bẩn trong mình ra. Sau đó, chà rửa rửa ốc thật sạch. Để thịt ốc thơm ngon và không bị teo lại khi xào, nên chần ốc qua nước sôi khoảng hai phút rồi đổ ốc ra rổ, để ráo.

## Cảnh báo
Ốc dừa có sán là chuyện bình thường, phổ biến, chỉ có điều khi ăn mọi người không để ý nên không phát hiện được ra. Các loại ốc, trai, hến... là dạng thể nhiễm (một mảnh hoặc hai mảnh). Chúng là một trong những đối tượng không an toàn nhất vì chúng sống ở dưới đáy hồ, ao, sông nên có thể bị nhiễm vi khuẩn, vi sinh vật và đặc biệt là ký sinh trùng như sán, giun. Khi ăn ốc còn có thể nhiễm các chất độc khác có trong ao hồ, Mọi chất độc trong bùn ao nằm trong ruột ốc, khi ăn vào thì nghiễm nhiên con người sẽ bị nhiễm độc theo.
Các quán ốc thường nấu ốc chưa chín kỹ vì ốc nấu như vậy sẽ giòn, ngon. Song, ốc nấu chưa chín cũng đồng nghĩa với ký sinh trùng chưa chết, ăn vào sẽ nguy hiểm đến sức khỏe. Ngay cả ốc nấu chín kỹ thì nguy cơ lây nhiễm chéo cũng không thể tránh khỏi. trong quá trình chế biến ký sinh trùng có thể bám vào rổ, chậu, tay... và khi ăn ốc ký sinh trùng cũng theo đó vào cơ thể.
Có một đoạn clip với nội dung ốc dừa chứa sán mới được đăng tải thu hút hàng nghìn lượt xem. Một thực khách đã dùng kim lôi ra được cả ổ sán màu trắng khi đi ăn ốc dừa tại cửa hàng. Người ăn khều và lôi hàng chục con giun sán ra khỏi thân ốc dừa. Và hầu như cứ mỗi con ốc dừa được động tới đều mang theo một con sán màu trắng, thân dẹt và có độ dài khoảng 3–5 cm. Sau sự việc này, nhiều người cho rằng, không nên ăn ốc dừa vì nguy cơ bị nhiễm sán cao.